# Souvrství Sia-kou

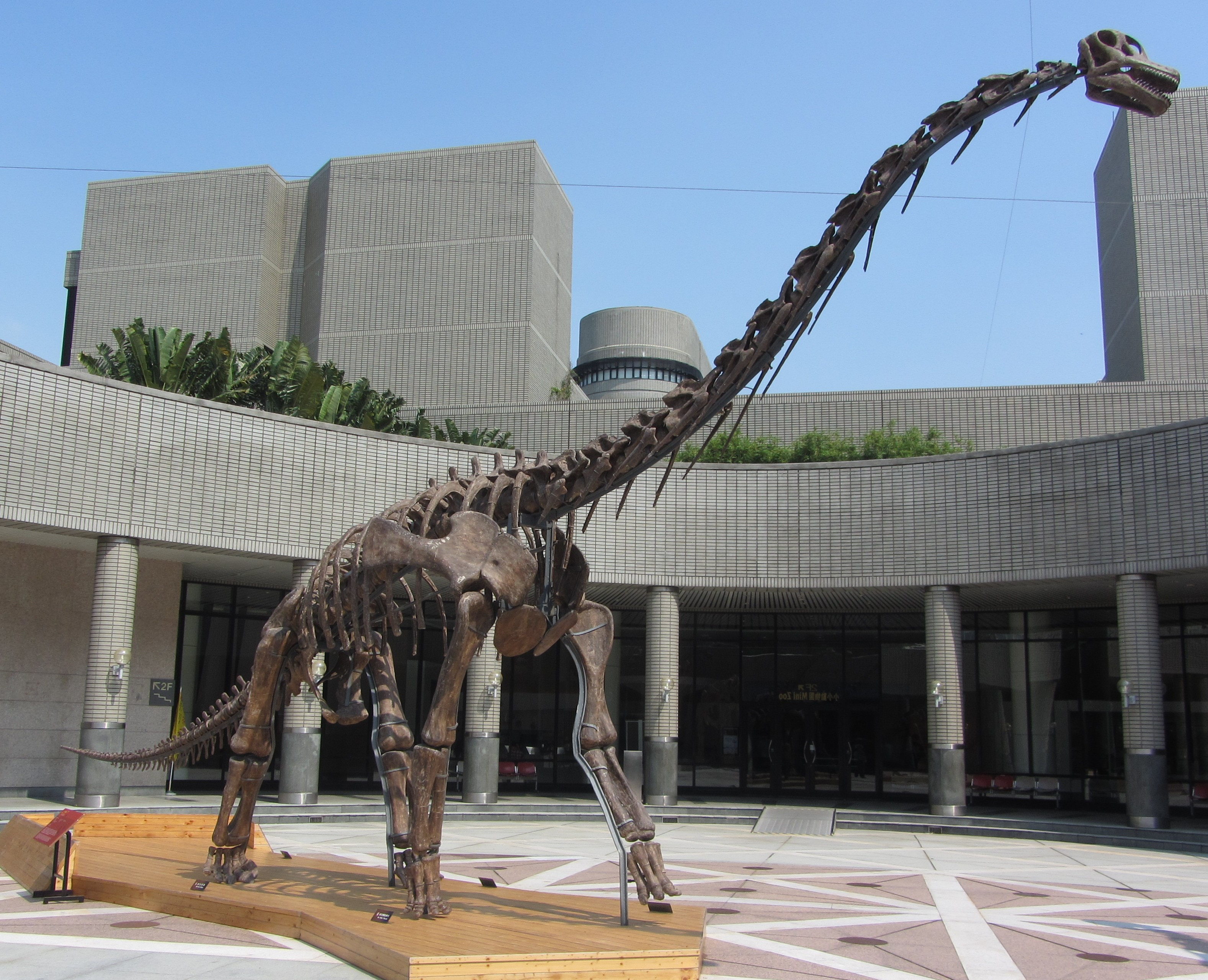
Rekonstruovaná kostra sauropoda druhu Qiaowanlong kangxii.

Souvrství Sia-kou (čínsky pchin-jinem Xiagou, znaky zjednodušené 灰泉堡组) je geologické souvrství, jehož výchozy se nacházejí na území severozápadní části Číny (provincie Kan-su). Stáří vrstev odpovídá období rané (spodní) křídy, konkrétně geologickým stupňům apt a alb (období před zhruba 123 až 113 miliony let). Hlavním typem sedimentu jsou zde jílovce, jílovité břidlice a prachovce.

## Popis
Ve vrstvách této geologické formace z období spodní pozdní křídy jsou objevovány dinosauří fosilie, ale také fosilie raně křídových ptáků, ryb, želv, rostlin a četných bezobratlých. Mezi významné paleontologické objevy patří například tyranosauroidní teropod druhu Xiongguanlong baimoensis, primitivní rohatý dinosaurus Archaeoceratops yujingziensis nebo velký ornitomimosaur druhu Beishanlong grandis. Byl zde také objeven prapták druhu Gansus yumenensis, patřící k nejstarším známým "pravým" ptákům s relativně pokročilými anatomickými znaky.

## Seznam dinosaurů z tohoto souvrství

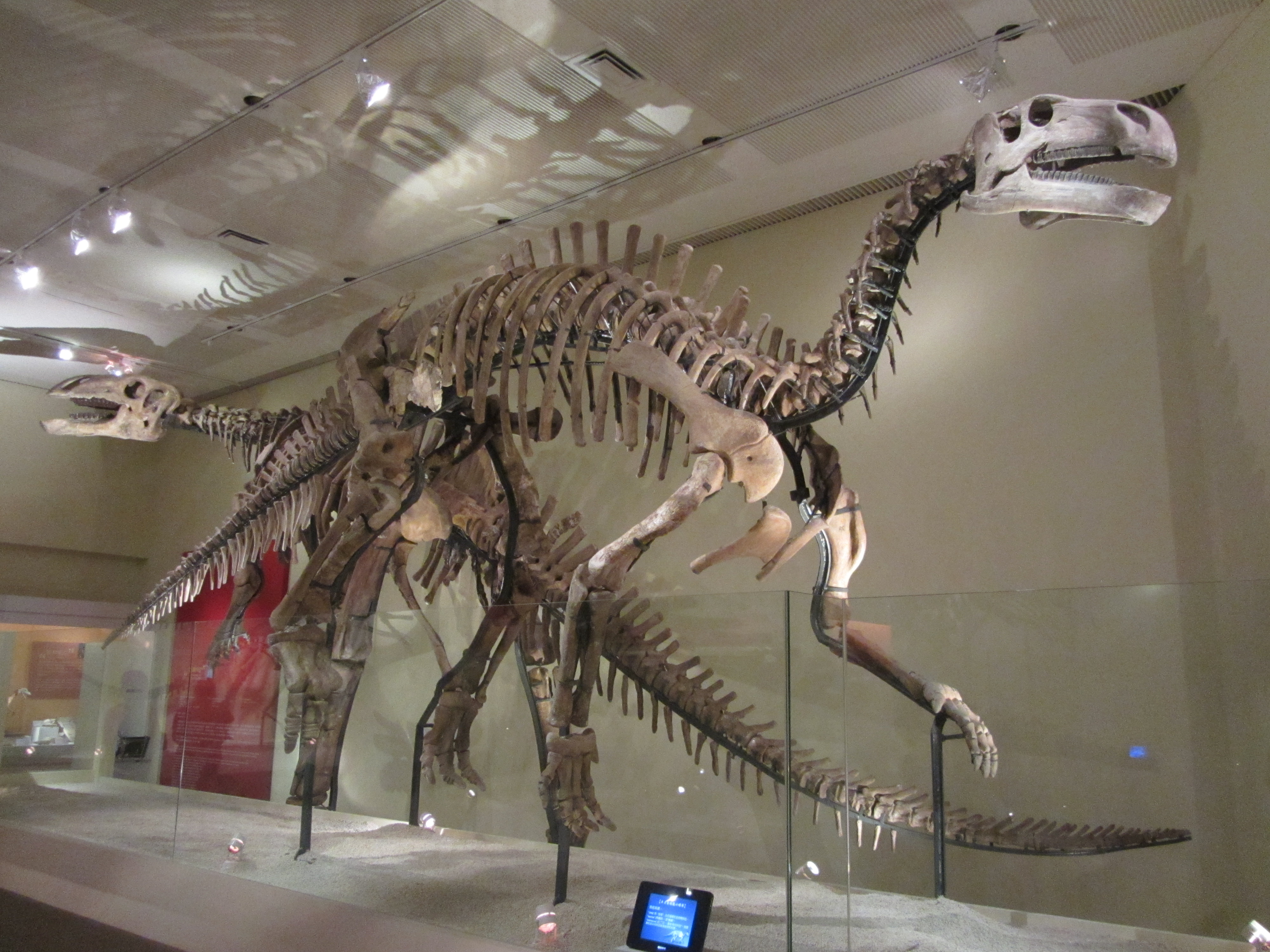
Kostry ornitopodů druhu Lanzhousaurus magnidens a Jintasaurus meniscus.

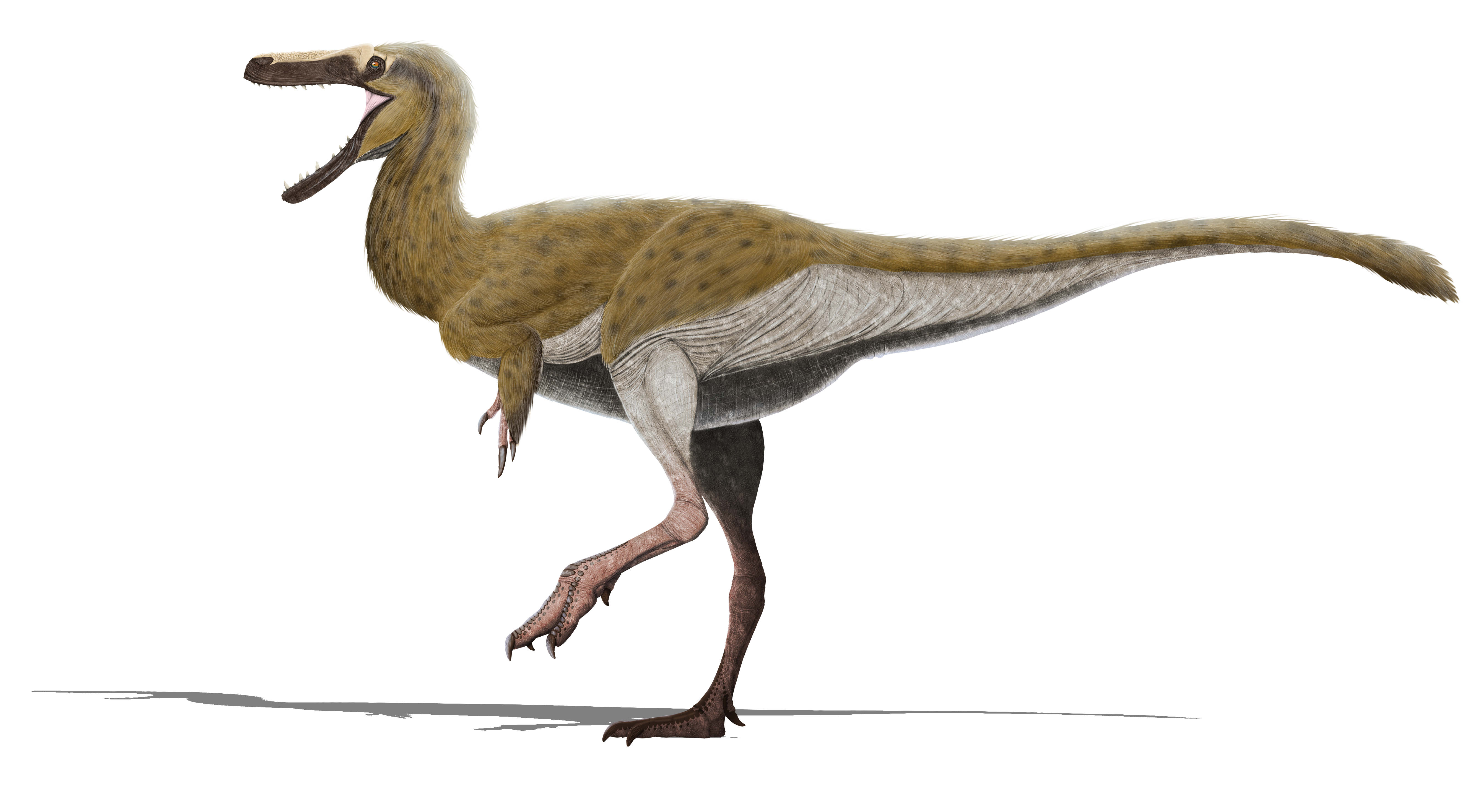
Moderní rekonstrukce vzezření teropoda druhu Xiongguanlong baimoensis.

- Archaeoceratops - malý, vývojově primitivní ceratops (rohatý dinosaurus)

- Beishanlong - velký ornitomimosaurní teropod

- Jintasaurus[6] - středně velký hadrosauromorfní ornitopod

- Qiaowanlong[7] - velký sauropodní dinosaurus

- Suzhousaurus[8] - středně velký therizinosauroidní teropod

- Xiongguanlong[9] - středně velký tyranosauroidní teropod

- Xuwulong[10] - středně velký hadrosauroidní ornitopod